# عين أكبري

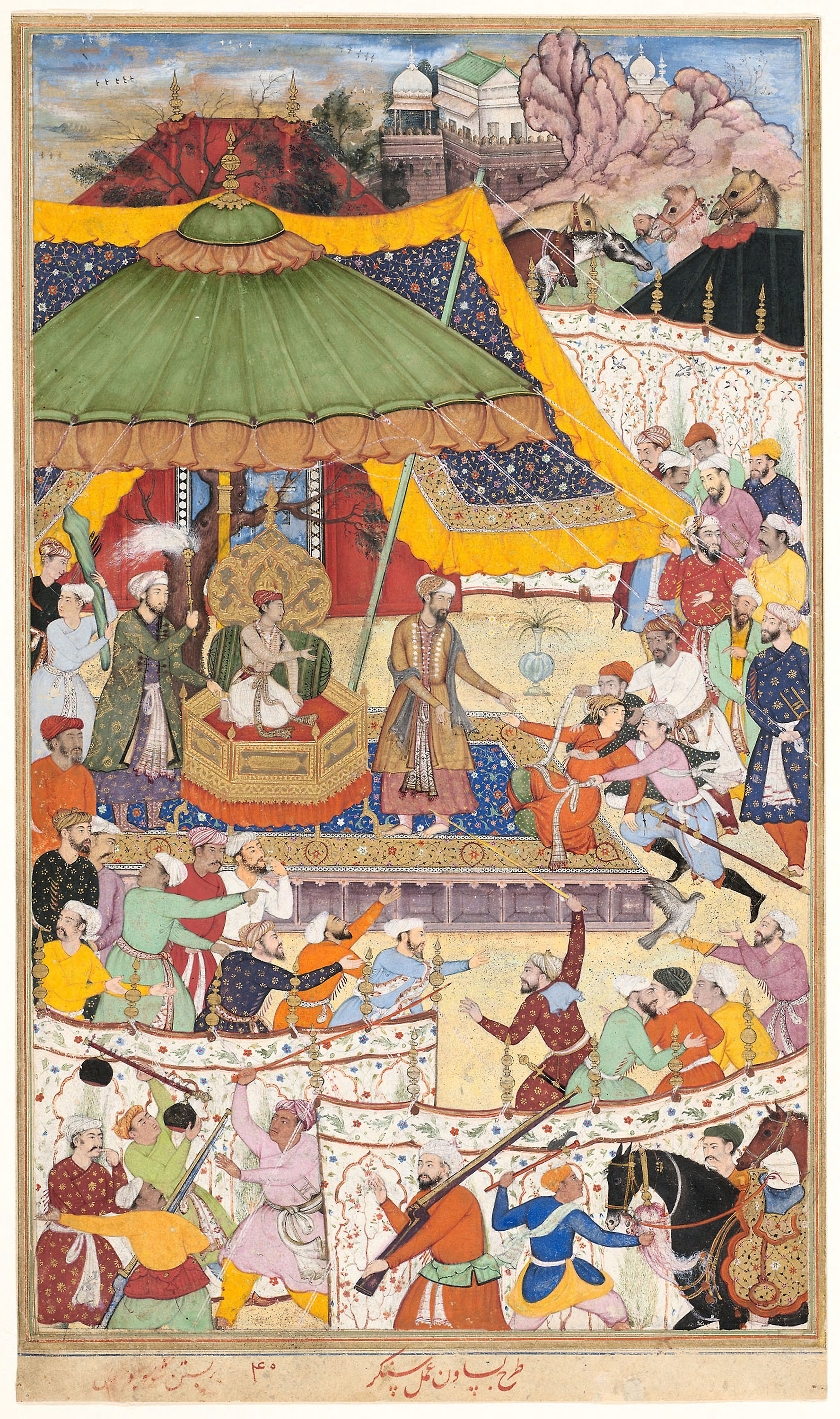
محكمة أكبر، رسم توضيحي من مخطوطة أكبر نامه

عين أكبري (بالفارسية: آئینِ اکبری، وتعني إدارة أكبر) هي وثيقة مفصلة من القرن السادس عشر تتعلق بإدارة سلطنة مغول الهند في عهد السلطان أكبر، كتبها مؤرخ بلاطه، أبو الفضل، باللغة الفارسية. وهي تُشكل المجلد الثالث والجزء الأخير من الوثيقة الكبرى أكبر نامه (رواية أكبر)، التي كتبها أبو الفضل أيضًا، وتقع في ثلاثة مجلدات.

## المحتويات

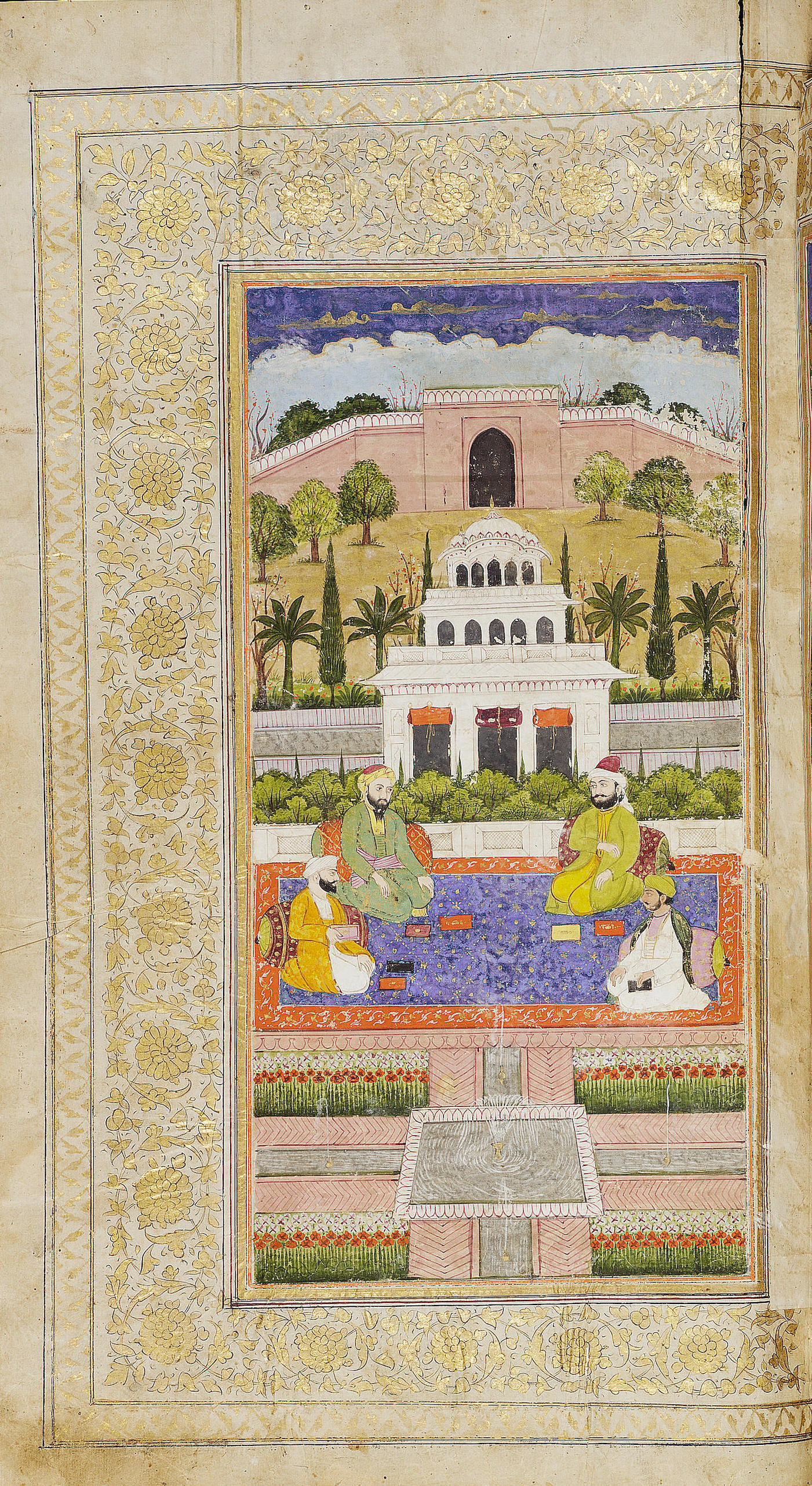
لوحة مخطوطة للمؤلف والمستشار، أبو الفضل، جالسًا على شرفة أمام السجلات المكتملة، من مخطوطة "عين أكبري" المصورة التي كلفت بها إمبراطورية السيخ

"عين أكبري" هو المجلد الثالث من كتاب "أكبر نامه" الذي يحتوي على معلومات عن عهد أكبر في شكل تقارير إدارية، على غرار المعجم كشاف جغرافي. في تفسير بلوخمان، "إن الخطوط للسلطان أكبر، هو تقرير إداري وعائد إحصائي لحكومته حوالي عام 1590."
ينقسم كتاب عين أكبري إلى خمسة كتب. الكتاب الأول يسمى "منزل آبادي" ويتناول شؤون البيت السلطاني وصيانته، والثاني يسمى "سيباه آبادي" ويتناول شؤون خدم السلطان والخدمات العسكرية والمدنية. أما الكتاب الثالث، والذي يحمل عنوان "ملك آبادي"، فيتناول الإدارة الإمبراطورية، ويحتوي على اللوائح القضائية والتنفيذية. يحتوي الجزء الرابع على معلومات حول الفلسفة الهندوسية، والعلوم، والعادات الاجتماعية، والأدب. يحتوي الجزء الخامس على أقوال أكبر، بالإضافة إلى وصف لأصول المؤلف وسيرته الذاتية.

## عين أكبري بقلم سيد أحمد خان
في عام 1855، أنهى السير سيد أحمد خان طبعته العلمية المدروسة والمصورة لكتاب أبو الفضل عين أكبري"، والذي كان في حد ذاته كتابًا صعبًا للغاية. وبعد أن انتهى من العمل على النحو الذي يرضيه، أحضره إلى ميرزا أسد الله خان غالب معتقدًا أنه سيقدر جهوده. فتوجه إلى غالب الكبير ليكتب له تقريظًا (في عرف العصر، مقدمة مدحية) . امتثل غالب لكنه كتب قصيدة فارسية قصيرة تنتقد عين أكبري وبالتالي الثقافة المغولية المرفهة والمثقفة والمتعلمة. وبَّخ غالب سيد أحمد خان عمليًا لإهدار موهبته على أشياء ميتة وأغدق الثناء على "أصحاب إنجلترا" الذين كانوا في ذلك الوقت يحملون ذوي السلطة الفعلية، والقوة العالمية.
ويبدو أن غالب كان مدركًا تمامًا للتغيرات في السياسة العالمية نتيجة لأفعال القوى العظمى، وخاصة في السياسة الهندية. ربما كان سيد أحمد منزعجًا من تحذيرات غالب، لكنه أدرك القوى التي أعاقت النشر.
تخلى السير سيد أحمد خان عن اهتمامه النشط بالتاريخ والآثار. ورغم أنه قام بتحرير نصين تاريخيين آخرين على مدى السنوات القليلة التالية، فإن أيًّا منهما لم يكن بحجم كتاب عين أكبري.

## الترجمات
كان كتاب عين أكبري أحد النصوص الفارسية الأولى التي تُرجمت إلى اللغة الإنجليزية. تُرجم النص الفارسي الأصلي إلى اللغة الإنجليزية في ثلاثة مجلدات. المجلد الأول، الذي ترجمه هاينريش بلوخمان (1873) يتكون من الكتابين الأول والثاني. المجلد الثاني، الذي ترجمه العقيد هنري سوليفان جاريت (1891)، احتوى على الكتاب الثالث، والمجلد المتبقي، الذي ترجمه جاريت أيضًا (1896)، حتوى على الكتابين الرابع والخامس. وقد نشرت الجمعية الآسيوية في كلكتا هذه المجلدات الثلاثة كجزء من سلسلة مكتبة إنديكا.

## طالع أيضًا
- القراخانية المغولية [الإنجليزية]
- إمبراطورية المغول
- قطني (حرير) [الإنجليزية]

## روابط خارجية
- أيين أكبري (1684)
- العين الأكبر، المجلد 3 (1894)
- ملحق للمجلد الأول من كتاب "آيين أكبري" لجلادوين (1918)
- أيين أكبري، أو معاهد الإمبراطور أكبر، المجلد الأول
- عين أكبري ، ترجمة إنجليزية، بقلم هـ. بلوخمان والعقيد هـ. س. جاريت ، 1873-1907. الجمعية الآسيوية في البنغال، كلكتا. في معهد باكارد للعلوم الإنسانية
- عين أكبري ، ترجمة إنجليزية بقلم العقيد إتش إس جاريت . الجمعية الآسيوية في البنغال، كلكتا. 1948
- أيني أكبري الجزء الأول في المكتبة الرقمية الهندية نسخة محفوظة 2019-04-17 على موقع واي باك مشين.

النص الفارسي لكتاب عين أكبري في ثلاثة أجزاء:
- عين أكبري لأبي الفضل بالفارسية، المجلد الأول، الجزء الأول (من جزأين)
- عين أكبري لأبي الفضل بالفارسية، المجلد الأول، الجزء الثاني (من جزأين)
- عين أكبري لأبي الفضل، المجلد الثاني، أحوال تركية هندوستان